# Nāḩiyat Kasrah
Nāḩiyat Kasrah (arabiska: ناحية الكسرة, ناحية كسرة) är ett subdistrikt i Syrien.   Det ligger i provinsen Dayr az-Zawr, i den östra delen av landet, 400 km nordost om huvudstaden Damaskus.
Trakten runt Nāḩiyat Kasrah är ofruktbar med lite eller ingen växtlighet. Runt Nāḩiyat Kasrah är det ganska glesbefolkat, med 29 invånare per kvadratkilometer.